# فوتبال زنان در اسرائیل
فوتبال زنان در اسرائیل (به انگلیسی: Women's football in Israel) در حال افزایش محبوبیت است، اما بازیکنان زن اغلب در خارج از کشور بازی می‌کنند تا مهارت‌های فوتبالی خود را بهبود بخشند.
برخی از موانعی که مانع از رشد این ورزش می‌شود از جمله تعصب علیه زنان برای بازی کردن در فوتبال است. دلایل اصلی دیگر کمبود بودجه، حامیان مالی و مدیریت صحیح بودجه است. همان گونه که در هر نوع رشته ورزشی رقابتی، عدم شفافیت همیشه به تنهایی مانع بزرگی بوده و رقابتی پنهان در بین ورزشکاران ایجاد می‌کند.
فوتبال زنان در اسرائیل سال‌ها از بی‌توجهی اولیای امور رنج می‌برد و همواره جزو آخرین اولویت‌ها قرار می‌گرفت. تلاش اصلی جهت پیشرفت و ایجاد آینده‌ای امیدبخش برای این ورزش در دست مدیران و افراد غیردولتی بود که به‌طور معمول برای جمع‌آوری بودجه به منظور ایجاد تیم‌های جوانان در باشگاه‌های مختلف در جهت ایجاد نسل آینده فوتبال، به تنهایی در حال کشمکش بودند.
اتحادیه فوتبال اسرائیل (IFA) نهاد حاکم بر فوتبال در کشور اسرائیل است. تمام باشگاه‌های حرفه‌ای فوتبال باید عضو این نهاد شوند و صدها باشگاه نیمه حرفه‌ای و آماتور نیز وابسته به آن هستند.
در سال ۲۰۱۹، دولت اسرائیل اعلام کرد که همان بودجه‌ای را که برای مردان در نظر می‌گیرد به فوتبال زنان هم تخصیص می‌دهد.